# Réglementation du débroussaillement ou débroussaillage
Vous pouvez aider à l'améliorer ou bien discuter des problèmes sur sa page de discussion.
- Il adopte un point de vue régional ou culturel particulier et nécessite une internationalisation. (Marqué depuis novembre 2010)
- Il n’est pas rédigé dans un style encyclopédique. (Marqué depuis novembre 2010)

La présente contribution concerne la réglementation du débroussaillement du code forestier français, et parmi elles les deux principales (sont exclues ici, celles propres aux voiries, lignes électriques, voies ferrées). D’autres codes peuvent également contenir des normes analogues et complémentaires. Il en va ainsi du Code de la voirie routière, (v. Question Roland Huguet, JO Sénat 30 décembre 1993, p. 2544).
Les incendies des bois et forêts étant un fléau majeur, et le débroussaillement une technique de prévention efficace et reconnue, cette technique est d'intérêt public. En raison notamment de l'étendue des opérations à réaliser, ainsi que des devoirs inhérents au droit de propriété, le législateur a préféré depuis longtemps la voie coercitive, d'autant plus d'ailleurs que le droit de l'incendie forestier est largement de nature pénale. Par suite, les voies incitatives revêtent un aspect secondaire.

## Définition
On entend par débroussaillement les opérations dont l'objectif est de diminuer l'intensité et de limiter la propagation des incendies par la réduction des combustibles végétaux en garantissant une rupture de la continuité du couvert végétal et en procédant à l'élagage des sujets maintenus et à l'élimination des rémanents de coupes (article L. 321-5-3 C. for). Par ailleurs on restera dans les généralités, pour renvoyer aux documentations spécialisées (v. bibliographie).
La circulaire du 26 mars 2004 DGFARlSDFB/C2004-S007 dispose que : « au sens de l'article L. 321-5-3 du code forestier les opérations de débroussaillement, (…) visent à diminuer l'intensité et à limiter la propagation des incendies, consistent, d'une part, à réduire la biomasse végétale combustible et, d'autre part, à garantir une rupture de la continuité verticale ou latérale du couvert végétal (…) opérations telles que : coupe et élimination des broussailles et des arbres morts, dépérissants ou dominés, réalisation d'éclaircies pour isoler les houppiers, élagage des arbres conservés, élimination des rémanents de coupes, coupe d'arbres touchant un bâtiment, coupe de haie très combustible, (…) ».
Le représentant de l'État dans le département arrête les modalités d'application du présent article en tenant compte des particularités de chaque massif (art. L. 321-5-3, al. 2 c. for.).

## Débrousaillement obligatoire ou optionnel
Il existe deux obligations principales de débroussailler qui résultent de deux articles : L. 322-1-1 et L. 322-3 du code forestier. Le législateur de la loi du 9 juillet 2001 entend désormais les distinguer nettement. Il y a donc désormais :
- un débroussaillement de plein droit, qui résulte de l’article L. 322-3, et qui concerne les communes comprises dans le zonage de l’incendie (art. L. 321-1 et L. 321-6 C. forestier), avec toutefois la possibilité pour le maire d’en étendre la portée ;
- un débroussaillement optionnel, c’est-à-dire sur arrêté préfectoral, qui résulte de l’article L. 322-1-1, et qui concerne toutes les « zones particulièrement exposées », à l’exception de celles couvertes par le débroussaillement de plein droit.

On présentera d'abord l'ensemble des règles qui s'appliquent à une zone délimitée à partir de la limite des bois et qui s'étend à 200 m maximum de celle-ci. On abordera ensuite la police spéciale du maire établie en application des règles précédentes et permettant de les moduler.

### Zone maximale de 200 mètres dans les bois
L’article L. 322-3 du code forestier dispose que : « Dans les communes où se trouvent des bois classés en application de l'article L. 321-1 ou inclus dans les massifs forestiers mentionnés à l'article L. 321-6, le débroussaillement et le maintien en état débroussaillé sont obligatoires sur les zones situées à moins de 200 mètres de terrains en nature de bois, forêts, landes, maquis, garrigue, plantations ou reboisements et répondant à l'une des situations suivantes … ».
Cette servitude légale s’impose donc aux : « a) Abords des constructions, chantiers, travaux et installations de toute nature, sur une profondeur de cinquante mètres, ainsi que des voies privées y donnant accès, sur une profondeur de dix mètres de part et d'autre de la voie ». Les travaux sont à la charge du propriétaire du terrain et de ses ayants droit. On ajoutera que par « installations de toute nature », il faut notamment entendre les dépôts de déchets.
La servitude s’applique aussi aux : « b) Terrains situés dans les zones urbaines délimitées par un plan d'occupation des sols rendu public ou approuvé, ou un document d'urbanisme en tenant lieu ». Les travaux sont à la charge du propriétaire du terrain et de ses ayants droit.
Le même b) poursuit : « dans le cas des communes non dotées d'un PLU ou d'un document d'urbanisme en tenant lieu et dans les zones d'urbanisation diffuse, le représentant de l'État dans le département peut porter, après avis du conseil municipal et de la commission consultative départementale de sécurité et d'accessibilité et après information du public, l'obligation mentionnée au a au-delà de 50 mètres sans toutefois excéder 200 mètres ».
La servitude s’applique aussi aux « c) Terrains servant d'assiette à l'une des opérations régies par les articles L. 311-1, L. 315-1 et L. 322-2 du code de l'urbanisme » (ledit code vise les zones d’aménagement concerté, les secteurs gérés par une association foncière urbaine, l’article L. 315-1 n’existant plus audit code). Les travaux sont à la charge du propriétaire du terrain et de ses ayants droit.
La servitude s’applique encore aux « d) Terrains mentionnés aux articles L. 443-1 à L. 443-4 et à l'article L. 444-1 du code de l'urbanisme » (ces articles concernent les terrains de camping et les autres terrains aménagés pour l'hébergement touristique, ainsi que les terrains aménagés pour l'installation de caravanes constituant l'habitat permanent de leurs utilisateurs). Les travaux sont à la charge du propriétaire du terrain et de ses ayants droit.
La servitude s’applique encore aux « e) Terrains situés dans les zones délimitées et spécifiquement définies comme devant être débroussaillées et maintenues en état débroussaillé en vue de la protection des constructions, par un plan de prévention des risques naturels prévisibles établi en application des articles L. 562-1 à L. 562-7 du code de l'environnement. Les travaux sont à la charge des propriétaires des constructions pour la protection desquelles la servitude est établie, ou de leurs ayants droit ».
L’article L. 322-3 du code forestier précise que « Dans les cas mentionnés au a ci-dessus, les travaux sont à la charge du propriétaire des constructions, chantiers, travaux et installations et de ses ayants droit. Dans les cas mentionnés aux b, c et d ci-dessus, les travaux sont à la charge du propriétaire du terrain et de ses ayants droit ».
Le fait pour le propriétaire de ne pas procéder aux travaux de débroussaillement ou de maintien en état débroussaillé, prescrits par les dispositions de l'article L. 322-3 ou en application de ces dispositions, dans les situations mentionnées aux c et d de cet article, est puni de l'amende prévue pour les contraventions de la 5e classe (art. R. 322-5-1, al. 1 c. for.). Lorsque les faits sont commis dans les situations mentionnées aux a, b et e de l'article L. 322-3, l'infraction est punie de l'amende prévue pour les contraventions de la 4e classe (art. R. 322-5-1, al. 2 c. for.).
Lorsque les travaux de débroussaillement ou de maintien en état débroussaillé doivent, en application du a du premier alinéa et, le cas échéant, du 1° du dernier alinéa de l'article L. 322-3, s'étendre au-delà des limites de la propriété dont il a la disposition, celui qui a la charge des travaux en application du deuxième alinéa dudit article doit prendre les dispositions suivantes à l'égard du propriétaire et de l'occupant du fonds voisin : 1° Les informer des obligations qui sont faites par les dispositions susmentionnées ; 2° Leur indiquer que ces travaux peuvent être exécutés soit par le propriétaire ou l'occupant, soit par celui qui en a la charge en application du deuxième alinéa de l'article L. 322-3, et en toute hypothèse aux frais de ce dernier ; 3° Leur demander, si le propriétaire ou l'occupant n'entend pas exécuter les travaux lui-même, l'autorisation de pénétrer, à cette fin, sur le fonds en cause (art. R. 322-6 c. for.).

### Police du maire
L’article L. 322-3 du code forestier prévoit également que « En outre, le maire peut : 1° Porter de cinquante à cent mètres l'obligation mentionnée au a ci-dessus ».
Le maire peut aussi : « 2° Décider qu'après une exploitation forestière le propriétaire ou ses ayants droit doivent nettoyer les coupes des rémanents et branchages ».
Le maire peut encore : « 3° Décider qu'après un chablis précédant une période à risque dans le massif forestier le propriétaire ou ses ayants droit doivent nettoyer les parcelles des chicots, volis, chablis, rémanents et branchages en précisant les aides publiques auxquelles, le cas échéant, ils peuvent prétendre. En cas de carence du propriétaire, le maire peut exécuter les travaux d'office aux frais de celui-ci. Les aides financières auxquelles le propriétaire peut prétendre sont dans ce cas plafonnées à 50 % de la dépense éligible ; les modalités d'application du présent alinéa sont fixées par décret en Conseil d'État après avis du Conseil supérieur de la forêt, des produits forestiers et de la transformation du bois.
L’article L. 322-3 précise que sans préjudice des dispositions de l'article L. 2212-1 du CGCT, le maire assure le contrôle de l'exécution des obligations du présent article.
L’article L. 322-3 s’achève en précisant que le débroussaillement et le maintien en l'état débroussaillé des terrains concernés par les obligations résultant du présent article et de l'article L. 322-1 peuvent être confiés à une association syndicale constituée conformément à l'ordonnance du 1er juillet 2004 précitée.
Si les intéressés n'exécutent pas les travaux prescrits en application de l'article L. 322-3, la commune y pourvoit d'office après mise en demeure du propriétaire et à la charge de celui-ci (art. L. 322-4, al. 1 c. for.).
Les dépenses auxquelles donnent lieu les travaux sont des dépenses obligatoires pour la commune. Le maire émet un titre de perception du montant correspondant aux travaux effectués à l'encontre des propriétaires intéressés. Il est procédé au recouvrement de cette somme au bénéfice de la commune, comme en matière de créances de l'État étrangères à l'impôt et au domaine (art. L. 322-4, al. 2 c. for.).
En cas de carence du maire dans l'exercice de ses pouvoirs de police définis par l'article L. 322-3 et le présent article, le représentant de l'État dans le département se substitue à la commune après une mise en demeure restée sans résultat. Le coût des travaux de débroussaillement effectués par l'État est mis à la charge de la commune qui procède au recouvrement de cette somme dans les conditions prévues à l'alinéa précédent (art. L. 322-4, al. 3 c. for.).
Les départements, les groupements de collectivités territoriales ou les syndicats mixtes peuvent contribuer au financement des dépenses laissées à la charge des communes (art. L. 322-4, al. 4 c. for.).
Au sujet du Conservatoire de la forêt méditerranéenne, « ce conservatoire ne finance pas les travaux de prévention rendus obligatoires. Il apporte son expertise ou son concours aux préfets, mais son rôle s'exerce dans les limites des dispositions du code forestier, qui dispose que le maire est chargé du contrôle des débroussaillements obligatoires » (Q. Sénat, n° 0507S de M. Pierre-Yves Collombat, réponse publiée dans le JO Sénat du 13 05 2009, p. 4341).